# Nah-shon Burrell
Nah-Shon D. Burrell (Filadélfia, 5 de fevereiro de 1990) é um lutador de artes marciais mistas norte-americano, e atual lutador do CES MMA. Burrell foi o desafiante ao título dos meio médios do CFFC e também competiu em organizações como UFC, Bellator, Strikeforce e AFL. Ele é membro da academia Fight Firm.

## Início de vida
Burrell é do bairro de Overbrook, Filadélfia, Pensilvânia, e foi aluno da Overbrook High School, onde ele competiu no futebol e no atletismo, e era talentoso em ambos. Burrell frequentemente se envolvia em brigas e, ocasionalmente, não praticava MMA, pois ele mesmo admitia que "não gostava de receber ordens". No entanto, após Burrell começar a assistir lutas no UFC, ele tornou-se motivado para se tornar um lutador de artes marciais assim mesmo.

## Carreira no MMA
Burrell começou sua carreira no MMA em 2010. Ele lutou apenas para organizações dos estados do Médio Atlântico. Com um recorde no MMA de 5-1, ele assinou com o Strikeforce.

### Ultimate Fighting Championship
Burrell fez sua estréia na promoção contra o companheiro do Strikeforce, Yuri Villefort, em 23 de Fevereiro de 2013, no UFC 157. Em uma luta repleta de reviravoltas, ele ganhou por decisão unânime (30-27, 29-28 e 29-28).
Burrell enfrentou Stephen Thompson, em 25 de Maio de 2013, no UFC 160. Ele perdeu a luta por decisão unânime (29-28, 30-27 e 29-28) e, posteriormente, foi liberado da promoção.

### Bellator
Burrell era esperado para fazer sua estréia no evento contra Dante Rivera, em 15 de Novembro de 2013, no Bellator 108. No entanto, Rivera foi retirado do card devido a razões não reveladas, e Burrell enfrentou Jesus Martinez. Ele ganhou a luta por decisão unânime (30-27, 30-27, 29-28).
Ele enfrentou Andrey Koreshkov na partida de Quartas de Final do Torneio de Meio Médios da 10ª Temporada, em 14 de março de 2014, no Bellator 112. Ele foi derrotado no início do primeiro round, por TKO aos 0:41.

## Cartel no MMA
| Cartel no MMA   |             |             |
| 27 lutas        | 15 vitórias | 11 derrotas |
| Por nocaute     | 10          | 2           |
| Por finalização | 0           | 1           |
| Por decisão     | 5           | 8           |
| No contest      | 1           | 1           |

| Res.    | Cartel   | Oponente           | Método                                   | Evento                                     | Data       | Round | Tempo | Local                             | Notas                                                                                             |
| ------- | -------- | ------------------ | ---------------------------------------- | ------------------------------------------ | ---------- | ----- | ----- | --------------------------------- | ------------------------------------------------------------------------------------------------- |
| Vitória | 13-6 (1) | Chris Curtis       | Decisão (dividida)                       | CES 34: Curtis vs. Burrell                 | 01/04/2016 | 5     | 5:00  | Mashantucket, Connecticut         |                                                                                                   |
| Vitória | 12–6 (1) | Ryan Dickson       | TKO (socos)                              | Global Proving Ground 22                   | 21/11/2015 | 2     | 0:29  | Jersey City, Nova Jersey          |                                                                                                   |
| Derrota | 11–6 (1) | Lyman Good         | Finalização (mata-leão)                  | Cage Fury FC 48: Good vs. Burrell          | 09/05/2015 | 1     | 3:47  | Atlantic City, Nova Jersey        | Pelo cinturão peso-meio-médio do CFFC.                                                            |
| Vitória | 11–5 (1) | Ryan Hodge         | Nocaute Técnico (socos)                  | New England Fights: Fight Night 16         | 07/02/2015 | 1     | 3:16  | Lewiston, Maine                   | Luta no peso-médio.                                                                               |
| Derrota | 10–5 (1) | Michael Page       | Decisão (unânime)                        | Bellator 128                               | 10/10/2014 | 3     | 5:00  | Thackerville, Oklahoma            |                                                                                                   |
| Derrota | 10–4 (1) | Andrey Koreshkov   | Nocaute Técnico (joelhada e socos)       | Bellator 112                               | 14/03/2014 | 1     | 0:41  | Hammond, Indiana                  | Quartas de Final do Torneio de Meio-Médios da 10ª Temporada.                                      |
| Vitória | 10–3 (1) | Jesus Martinez     | Decisão (unânime)                        | Bellator 108                               | 15/11/2013 | 3     | 5:00  | Atlantic City, Nova Jersey        |                                                                                                   |
| NC      | 9–3 (1)  | Mike Wade          | Sem Resultado                            | Richmond Rumble MMA                        | 28/09/2013 | 3     | 5:00  | Richmond, Virgínia                | Originalmente, Burrell venceu por decisão dividida. Mais tarde, resultado mudado para No Contest. |
| Derrota | 9–3      | Stephen Thompson   | Decisão (unânime)                        | UFC 160                                    | 25/05/2013 | 3     | 5:00  | Las Vegas, Nevada                 |                                                                                                   |
| Vitória | 9–2      | Yuri Villefort     | Decisão (unânime)                        | UFC 157                                    | 23/02/2013 | 3     | 5:00  | Anaheim, Califórnia               | Peso casado (175,8 lb). Burrell não bateu o peso.                                                 |
| Derrota | 8–2      | Chris Spang        | Nocaute Técnico (joelhada e socos)       | Strikeforce: Barnett vs. Cormier           | 19/05/2012 | 1     | 3:25  | San José, Califórnia              |                                                                                                   |
| Vitória | 8–1      | James Terry        | Decisão (dividida)                       | Strikeforce: Rockhold vs. Jardine          | 07/01/2012 | 3     | 5:00  | Las Vegas, Nevada                 |                                                                                                   |
| Vitória | 7–1      | Lukasz Les         | Nocaute Técnico (chute na perna e socos) | Strikeforce Challengers: Gurgel vs. Duarte | 12/08/2011 | 2     | 2:09  | Las Vegas, Nevada                 |                                                                                                   |
| Vitória | 6–1      | Joe Ray            | Decisão (unânime)                        | Strikeforce: Overeem vs. Werdum            | 18/06/2011 | 3     | 5:00  | Dallas, Texas                     | Peso casado (180 lb). Ambos os lutadores não bateram o peso.                                      |
| Vitória | 5–1      | Daryl Harris       | Nocaute (joelhada)                       | Cage Fury FC 8: Seek and Destroy           | 20/05/2011 | 2     | 1:32  | Atlantic City, Nova Jersey        |                                                                                                   |
| Vitória | 4–1      | Craig Thieme       | Nocaute Técnico (socos)                  | Cage Fury FC 6: The Return                 | 05/02/2011 | 3     | 3:34  | Atlantic City, Nova Jersey        |                                                                                                   |
| Vitória | 3–1      | Robert Corpora     | Nocaute Técnico (socos)                  | Asylum Fight League 32                     | 05/11/2010 | 2     | 3:34  | Filadélfia, Pensilvânia           |                                                                                                   |
| Derrota | 2–1      | Christopher Curtis | Decisão (unânime)                        | Xtreme Caged Combat: Hostile Intent        | 01/10/2010 | 3     | 5:00  | Feasterville-Trevose, Pensilvânia |                                                                                                   |
| Vitória | 2–0      | Juan Garcia        | Nocaute Técnico (socos)                  | Xtreme Caged Combat: Onslaught             | 16/07/2010 | 1     | 4:24  | Feasterville-Trevose, Pensilvânia |                                                                                                   |
| Vitória | 1–0      | Brad Pole          | Nocaute Técnico (socos)                  | Jake the Snake Promotions: Cage Time 2     | 19/06/2010 | 1     | 3:28  | Ocean City, Maryland              |                                                                                                   |